# 布丽塔·斯特芬
布丽塔·斯特芬（德語：Britta Steffen，1983年11月16日—），德国游泳运动员，专长自由泳，女子100米自由泳的世界纪录保持者。
斯特芬在2000年夏季奥林匹克运动会代表德国队参加4x100米比赛，并获得铜牌。2006年8月2日，她在欧洲游泳锦标赛以53.30秒的成绩打破女子100米自由泳的成界纪录。在2008年夏季奥林匹克运动会中，她击败了当时的世界纪录保持者、澳大利亚的莉比·特里克特，获得100米自由泳的金牌。在2009罗马世界游泳锦标赛中，她夺得女子100米自由泳的冠军，并两次打破世界纪录。